# Кюртсенуз
Кюртсенуз (фр. Kurtzenhouse) — коммуна на северо-востоке Франции в регионе Гранд-Эст (бывший Эльзас — Шампань — Арденны — Лотарингия), департамент Нижний Рейн, округ Агно-Висамбур, кантон Брюмат.
Площадь коммуны — 3,58 км², население — 917 человек (2006) с тенденцией к росту: 1037 человек (2013), плотность населения — 289,7 чел/км².

## Население
Население коммуны в 2011 году составляло 1017 человек, в 2012 году — 1036 человек, а в 2013-м — 1037 человек.
| 1962 | 1968 | 1975 | 1982 | 1990 | 1999 | 2006 | 2008 | 2011 | 2012 | 2013 |
| ---- | ---- | ---- | ---- | ---- | ---- | ---- | ---- | ---- | ---- | ---- |
| 714  | 723  | 758  | 877  | 894  | 884  | 917  | 973  | 1017 | 1036 | 1037 |

Динамика населения:

## Экономика
В 2010 году из 657 человек трудоспособного возраста (от 15 до 64 лет) 496 были экономически активными, 161 — неактивными (показатель активности 75,5 %, в 1999 году — 72,1 %). Из 496 активных трудоспособных жителей работали 469 человек (248 мужчин и 221 женщина), 27 числились безработными (13 мужчин и 14 женщин). Среди 161 трудоспособных неактивных граждан 45 были учениками либо студентами, 72 — пенсионерами, а ещё 44 — были неактивны в силу других причин.

## Достопримечательности (фотогалерея)

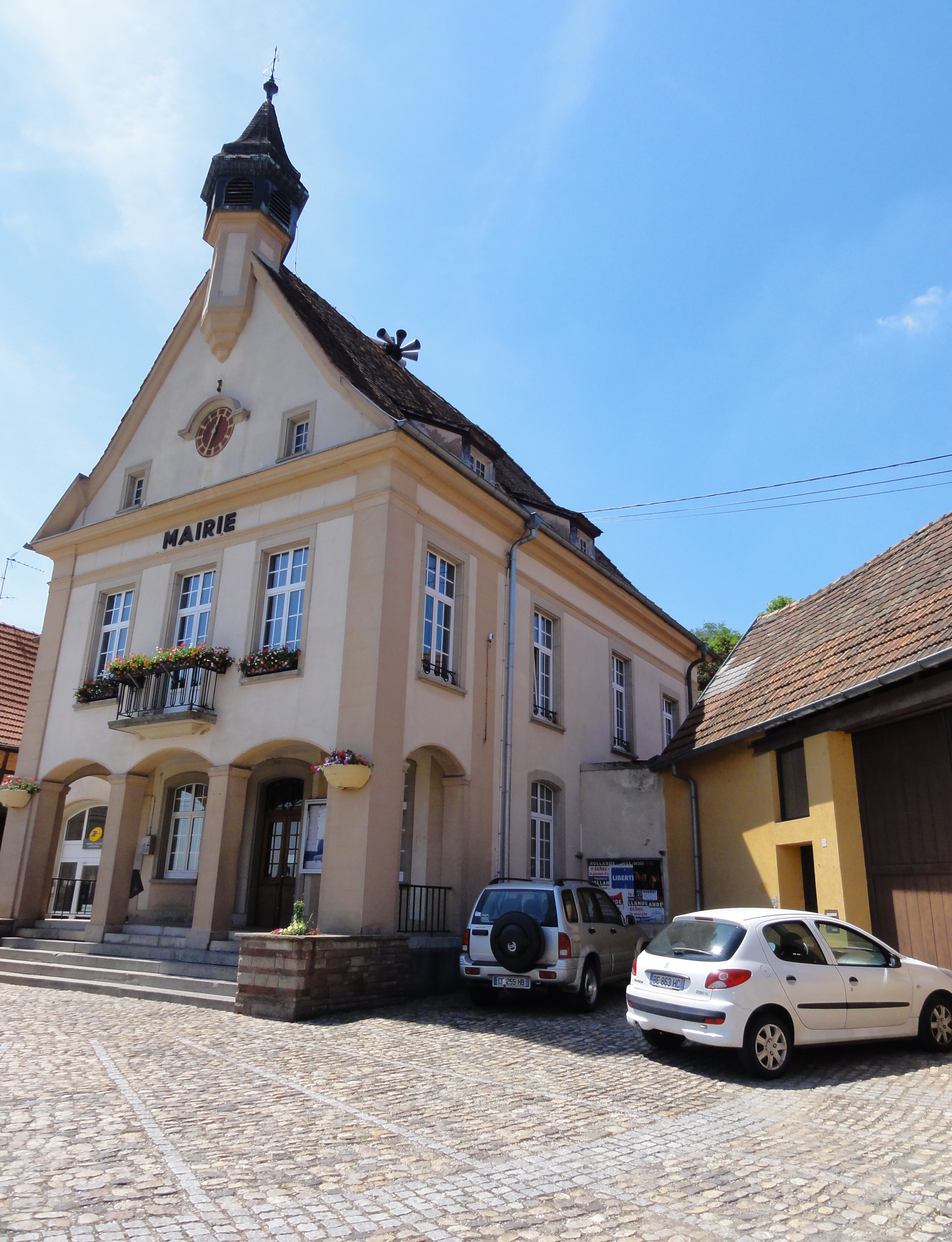
Здание мэрии
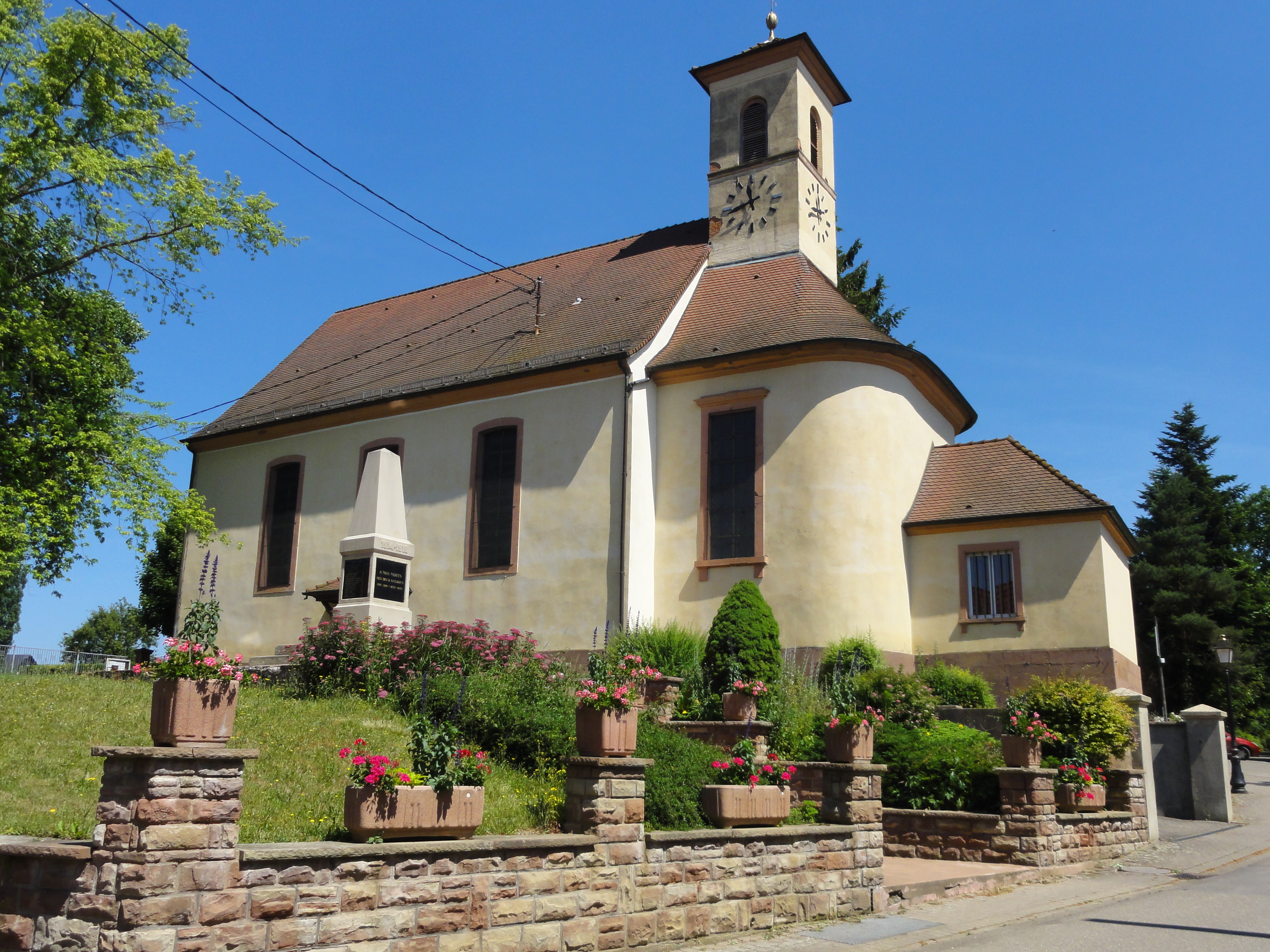
Объединённая церковь Сен-Мишель
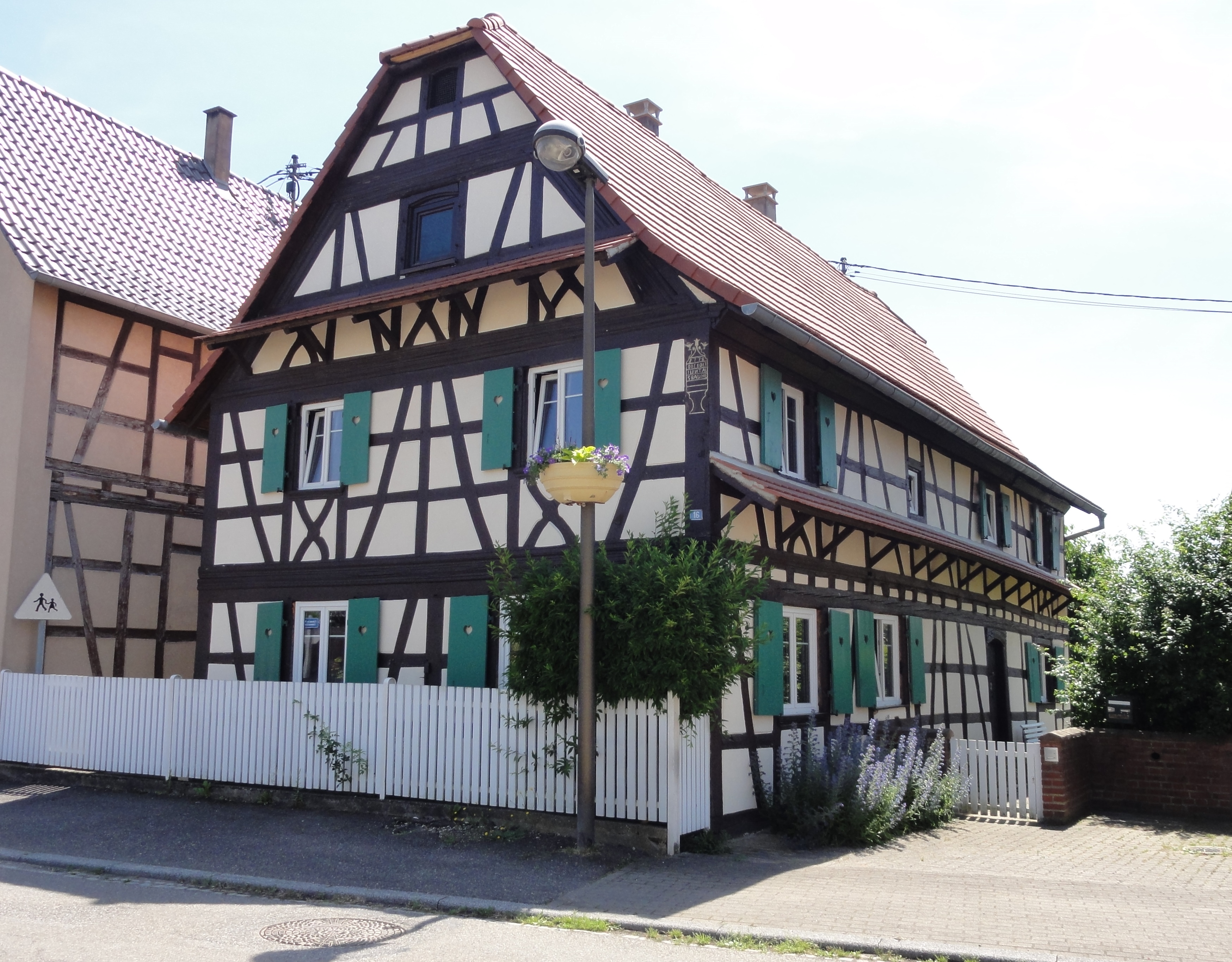
Здание фермы
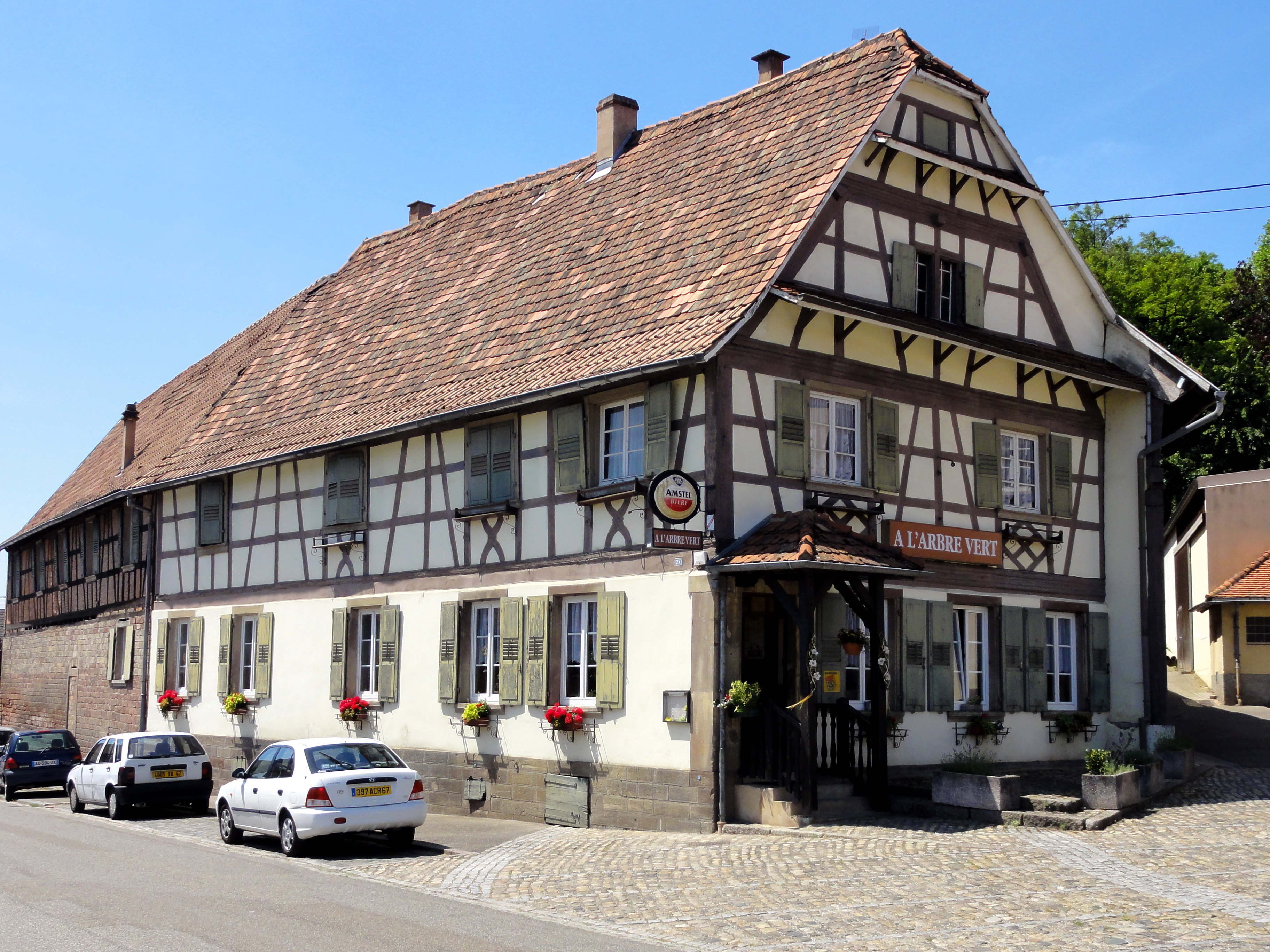
Ресторан на главной улице
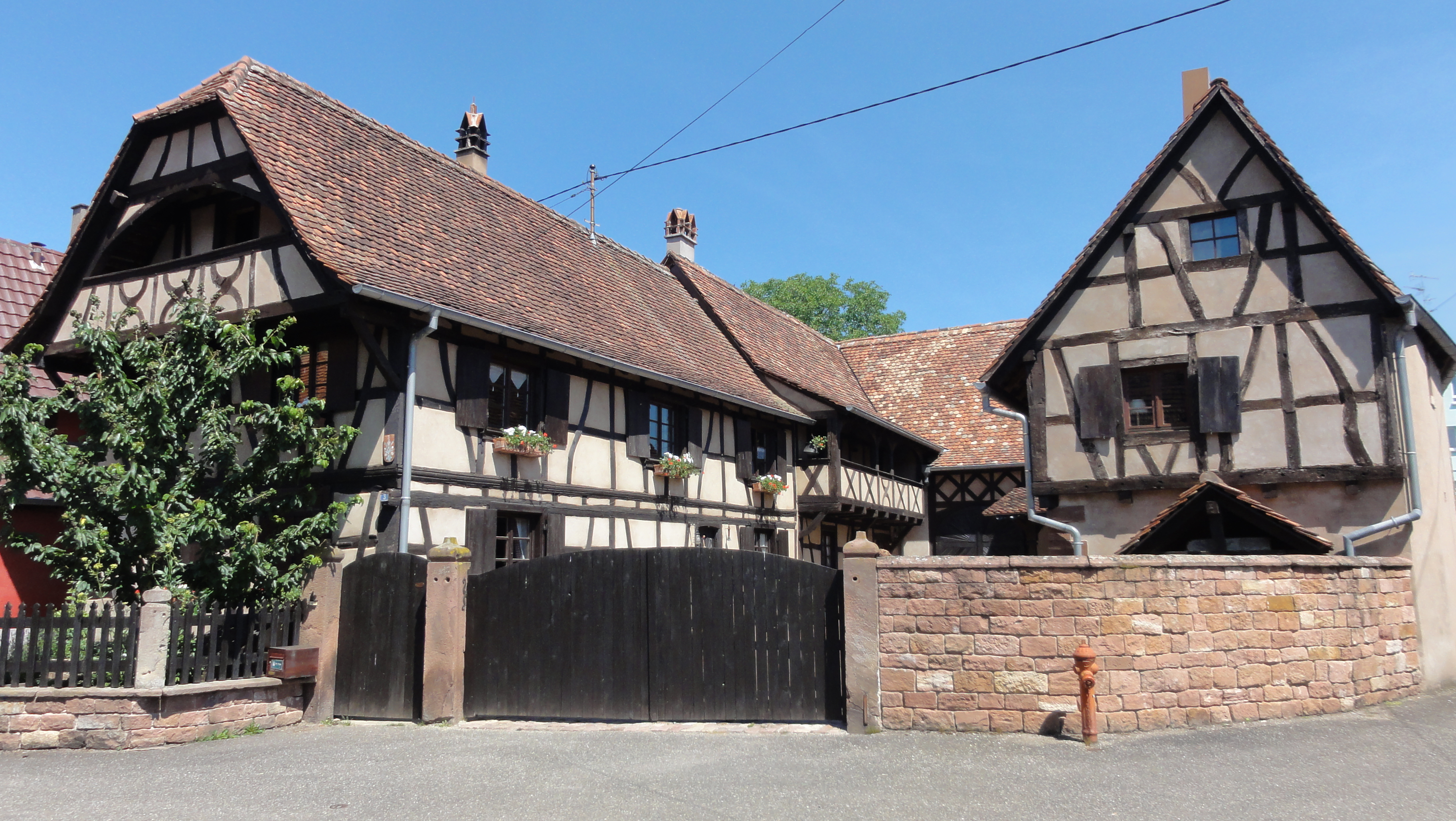
Фахверковые дома
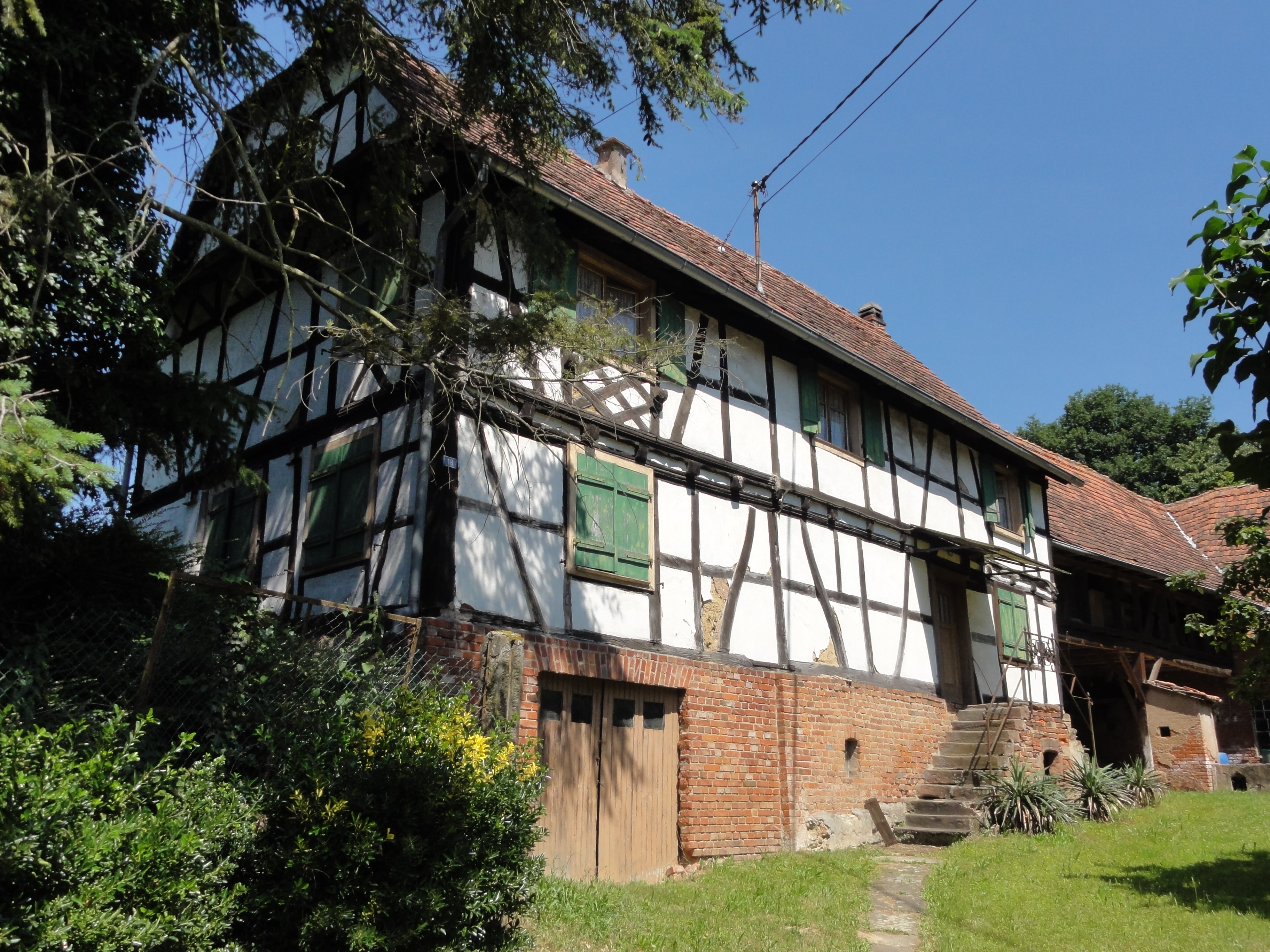
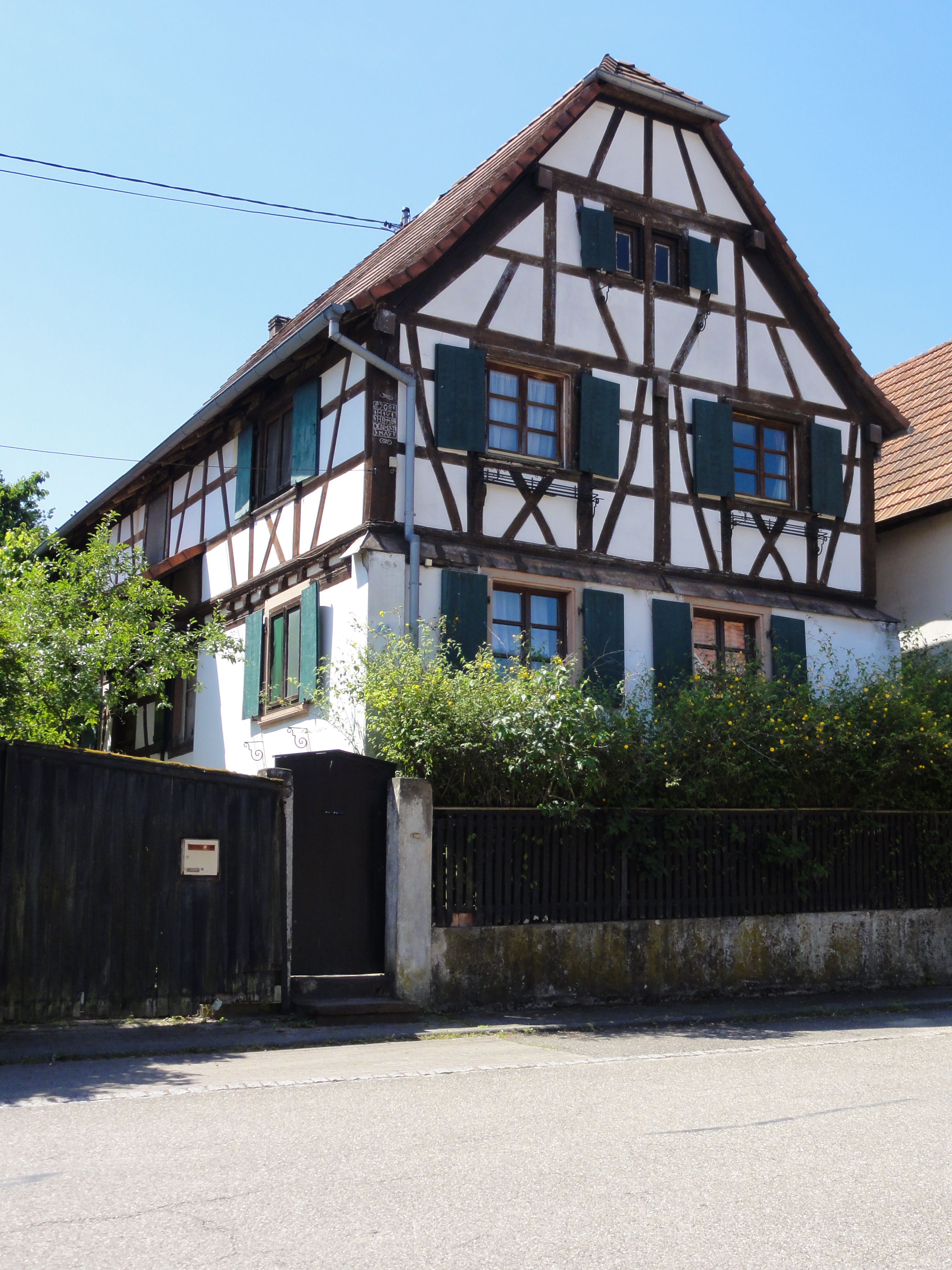
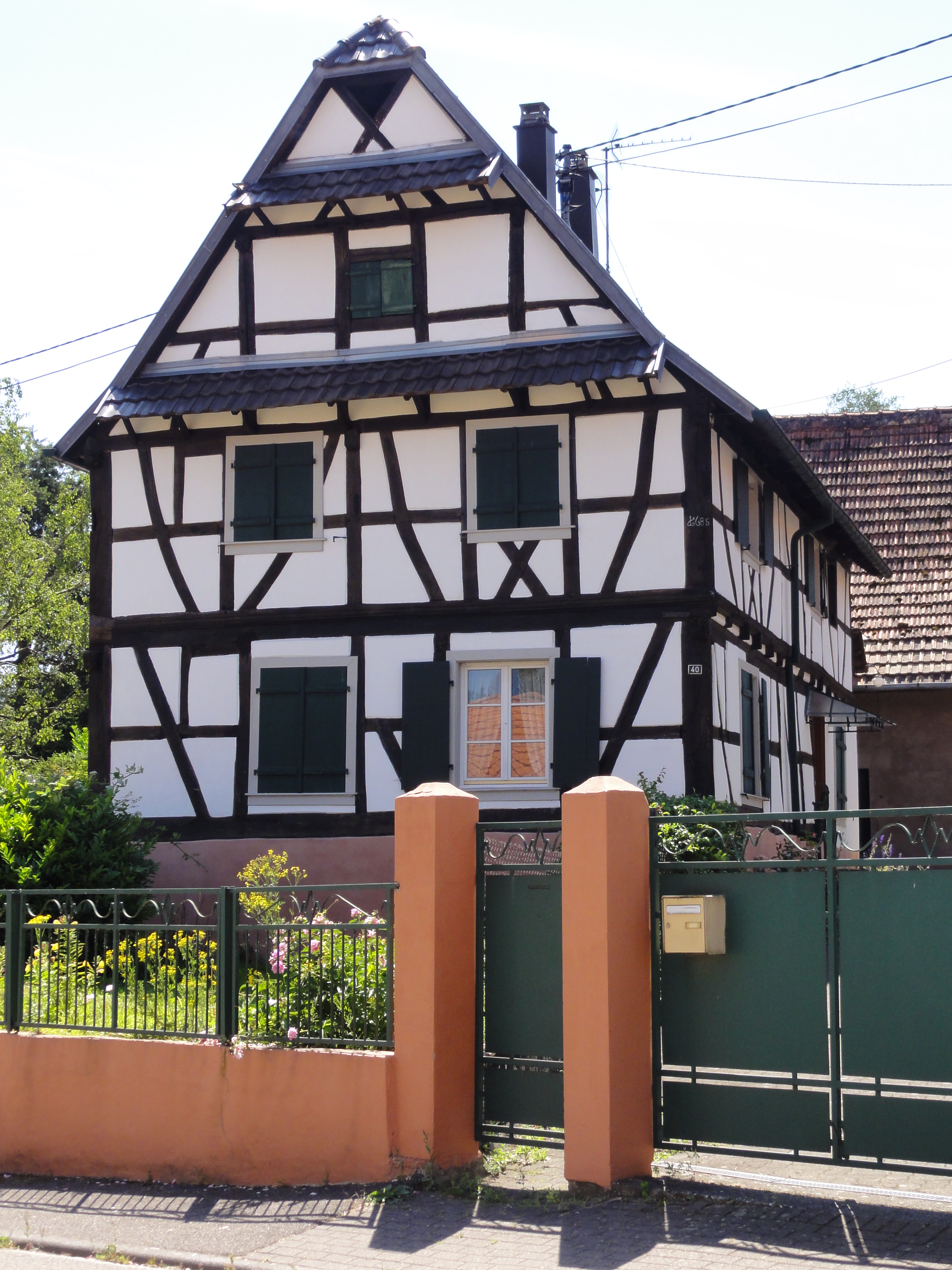